# Ypsolopha unicipunctella
Ypsolopha unicipunctella là một loài bướm đêm thuộc họ Ypsolophidae. Nó được tìm thấy ở Hoa Kỳ, bao gồm Oklahoma, Texas và Arizona.
Sải cánh dài 17–23 mm.